# Christian Gerlach (Historiker)
Christian Gerlach (* 28. November 1963 in Berlin) ist ein deutscher Historiker und Professor für Neueste Geschichte und Zeitgeschichte am Historischen Institut der Universität Bern.

## Leben
Christian Gerlach studierte Geschichte, Deutsche Sprache und Literatur, Soziologie sowie Erziehungswissenschaft an der Technischen Universität Berlin (TU). Im Oktober 1991 legte er dort das Erste Staatsexamen ab. Im September 1998 wurde er bei Wolfgang Scheffler an der TU Berlin mit der Arbeit Die deutsche Wirtschafts- und Vernichtungspolitik in Weißrussland 1941–44 mit Auszeichnung promoviert. In dieser unter dem Titel Kalkulierte Morde publizierten Studie untersucht Gerlach die deutsche Hungerpolitik im besetzten Osten, die er durch den Hungerplan bestimmt sieht. Dieser sei für die nationalsozialistische Wirtschaftsführung im Osten ein Instrument der Massenvernichtung gewesen, mit dem Ziel, die bessere Versorgung der Deutschen mit Nahrungsmitteln auf Kosten von Millionen verhungernden Menschen der besetzten Gebiete in der UdSSR zu erreichen. Zur Frage, ob und wann es einen Entschluss Hitlers für die „Endlösung der Judenfrage“ gegeben habe, nahm Gerlach schon 1997 Stellung und datierte dessen „Grundsatzentscheidung“ aufgrund von Indizien in den Aufzeichnungen von Joseph Goebbels’ Tagebuch sowie Heinrich Himmlers Dienstkalender auf den 12. Dezember 1941.
Von 1998 bis 1999 war Gerlach wissenschaftlicher Mitarbeiter am Hamburger Institut für Sozialforschung. Danach wurde er wissenschaftlicher Angestellter der Albert-Ludwigs-Universität Freiburg und forschte von 2001 bis 2002 an der University of Maryland. Als Assistant Professor wirkte er von 2002 bis 2004 an der National University of Singapore und von 2004 bis 2007 an der University of Pittsburgh. Dort wurde er 2007 Associate Professor. Seit August 2008 ist Gerlach ordentlicher Professor für Zeitgeschichte am Historischen Institut der Universität Bern. Seine Forschungsschwerpunkte umfassen die Themenbereiche NS-Wirtschafts- und Gewaltpolitik im Zweiten Weltkrieg, Vergleichende Massengewalt, Geschichte von Hunger, Ernährung und Landwirtschaft sowie die Geschichte der Entwicklungspolitik vor allem in Bezug auf Asien und Afrika. Er ist aktueller Mitherausgeber des Journal of Genocide Research.

## Schriften (Auswahl)

### Monographien
- Deutsche Wirtschafts- und Bevölkerungspolitik im Generalkommissariat Weißruthenien unter Berücksichtigung des rückwärtigen Heeresgebietes Mitte 1941–1944. (Berlin, Techn. Univ., Examensarb., 1991).
- Krieg, Ernährung, Völkermord. Forschungen zur deutschen Vernichtungspolitik im Zweiten Weltkrieg. Hamburger Edition, Hamburg 1998, ISBN 3-930908-39-5.
- Kalkulierte Morde. Die deutsche Wirtschafts- und Vernichtungspolitik in Weißrussland 1941 bis 1944. Hamburger Edition, Hamburg 1999, ISBN 3-930908-54-9. (Zugl.: Berlin, Techn. Univ., Diss., 1998 u.d.T.: Die deutsche Wirtschafts- und Vernichtungspolitik in Weißrußland 1941–44).
- mit Götz Aly: Das letzte Kapitel. Realpolitik, Ideologie und der Mord an den ungarischen Juden. DVA, Stuttgart 2002, ISBN 3-421-05505-X.
- Extremely Violent Societies. Mass Violence in the Twentieth-Century World. Cambridge University Press, Cambridge 2010, ISBN 978-0-521-70681-0.
  - Extrem gewalttätige Gesellschaften. Massengewalt im 20. Jahrhundert. DVA, München 2011, ISBN 978-3-421-04321-4.
- The Extermination of the European Jews. Cambridge University Press, Cambridge 2016.
  - Der Mord an den europäischen Juden. Ursachen, Ereignisse, Dimensionen; aus dem Englischen von Martin Richter. C.H. Beck, München 2017, ISBN 978-3-406-70710-0.

### Als Herausgeber
- mit Peter Witte (Historiker), Michael Wildt, Martina Voigt, Dieter Pohl, Peter Klein (Bundesarchiv), Christoph Dieckmann und Andrej Angrick: Der Dienstkalender Heinrich Himmlers 1941/42. Christians, Hamburg 1999, ISBN 3-7672-1329-X.
- Durchschnittstäter. Handeln und Motivation. Assoziation – Schwarze Risse – Rote Straße, Berlin 2001, ISBN 3-922611-84-2 (= Beiträge zur Geschichte des Nationalsozialismus, 16).
- Mitherausgeber der Buchreihe: "Berner Forschungen zur Neuesten Allgemeinen und Schweizer Geschichte", Band 15, Verlag Traugott Bautz, Nordhausen 2016, ISBN 978-3-95948-186-1